# シシー・スペイセク
シシー・スペイセク（Sissy Spacek, 本名: Mary Elizabeth Spacek, 1949年12月25日 - ）は、アメリカ合衆国テキサス州出身の女優である。アカデミー主演女優賞に6度ノミネート、『歌え!ロレッタ愛のために』（1980年）で同賞を受賞した。ゴールデングローブ賞でも数々の賞にノミネートされている。

## 来歴
テキサス州キトマン出身。高校卒業後に歌手を目指してニューヨークに移る。ニューヨークではいとこのリップ・トーンとジェラルディン・ペイジ夫婦と同居していた。グリニッジ・ヴィレッジのコーヒーハウスで弾き語りをして、1968年には"John, You've Gone Too Far This Time"という曲をレコーディングした。歌いながらも写真のモデルになったり、アンディ・ウォーホルのファクトリー制作の映画にエキストラ出演するなどしていた。その後リップ・トーンの助けもあり、リー・ストラスバーグ・シアター&フィルム学院に入学し演技を学んだ。1972年に『ブラック・エース』で映画デビュー。
1976年に公開されたホラー映画『キャリー』での演技が高く評価され、アカデミー主演女優賞にノミネート、1980年、実在のカントリー歌手ロレッタ・リンの生涯を描いた『歌え!ロレッタ愛のために』でアカデミー主演女優賞を受賞。
1986年には『ロンリー・ハート』のベイブ役で2回目のゴールデングローブ賞 映画部門 主演女優賞 (ミュージカル・コメディ部門)を受賞。
2001年、『イン・ザ・ベッドルーム』のルース・ファウラー役でも三度目のゴールデングローブ賞を含む数々の賞を受賞し、アカデミー主演女優賞にも再びノミネートされた。
2011年8月にはハリウッド・ウォーク・オブ・フェームに名前が刻まれた。
2010年代以降も『さらば愛しきアウトロー』やダスティン・ホフマンと共演した『サム&ケイト』など様々な映画に出演し、テレビドラマへの出演も積極的に行っている。
歌手としても1983年にアルバム『ハンギン・アップ・マイ・ハート』を発表している。

### 私生活
1974年に映画美術監督のジャック・フィスクと結婚し、娘が2人いる。

## 主な出演作品
| 公開年      | 邦題 原題                                                  | 役名                 | 備考 |
| ----------- | ---------------------------------------------------------- | -------------------- | --- |
| 1972        | ブラック・エース Prime Cut                                 | ポピー               | |
| 1973        | 未婚白書 The Girls of Huntington House                     | サラ                 | テレビ映画 |
| 1973        | 地獄の逃避行 Badlands                                      | ホリー               | |
| 1976        | キャリー Carrie                                            | キャリー             | アカデミー主演女優賞 ノミネート |
| 1976        | ロサンゼルス・それぞれの愛 Welcome to L.A.                 | リンダ               | |
| 1977        | 三人の女 3 Women                                           | ピンキー・ローズ     | ニューヨーク映画批評家協会賞 助演女優賞 受賞 |
| 1980        | 歌え!ロレッタ愛のために Coal Miner's Daughter              | ロレッタ・リン       | アカデミー主演女優賞 受賞 ゴールデングローブ賞 主演女優賞 (ミュージカル・コメディ部門) 受賞                                                                                     |
| 1982        | ミッシング Missing                                         | ベス・ホーマン       | アカデミー主演女優賞 ノミネート |
| 1983        | 2つの頭脳を持つ男 The Man with Two Brains                  | アニー               | 声の出演 |
| 1984        | ザ・リバー The River                                       | メイ・ガーベイ       | アカデミー主演女優賞 ノミネート |
| 1985        | 目撃者マリー Marie                                         | マリー               | |
| 1986        | すみれは、ブルー Violets Are Blue                          | オーガスタ・ソーヤー | |
| 1986        | ロンリー・ハート Crimes of the Heart                       | ベイブ               | ゴールデングローブ賞 主演女優賞 (ミュージカル・コメディ部門) 受賞 ニューヨーク映画批評家協会賞 主演女優賞 受賞 アカデミー主演女優賞 ノミネート                                  |
| 1990        | ロング・ウォーク・ホーム The Long Walk Home                | ミリアム・トンプソン | |
| 1991        | いつも隣にいてほしい Hard Promises                         | クリスティン         | |
| 1991        | JFK                                                        | リズ・ギャリソン     | |
| 1992        | プライベート・マター/幸せの行方 A Private Matter           | シェリー             | テレビ映画 |
| 1993        | アニーは愛された A Place for Annie                         | スーザン             | テレビ映画 |
| 1993        | マミー・マーケット Trading Mom                             |                      | |
| 1995        | ワイルド・メン The Good Old Boys                           | スプリング           | テレビ映画 |
| 1995        | グラスハープ/草の竪琴 The Grass Harp                       | ヴェレナ             | |
| 1995        | 荒野の追跡者・ラレード通り Streets of Laredo               | ロレーナ・パーカー   | テレビ・ミニシリーズ |
| 1996        | スリーウイメン／この壁が話せたら If These Walls Could Talk | バーバラ・バローズ   | テレビ映画 |
| 1997        | 白い刻印 Affliction                                        | マージ               | |
| 1999        | タイムトラベラー/きのうから来た恋人 Blast from the Past    | ヘレン               | |
| 1999        | ストレイト・ストーリー The Straight Story                  | ローズ・ストレイト   | |
| 2000        | 沈黙の森 Songs in Ordinary Time                            | マリー               | テレビ映画 |
| 2001        | イン・ザ・ベッドルーム In The Bedroom                      | ルース・ファウラー   | ゴールデングローブ賞 主演女優賞 (ドラマ部門) 受賞 ニューヨーク映画批評家協会賞 主演女優賞 受賞 インディペンデント・スピリット賞 主演女優賞 受賞 アカデミー主演女優賞 ノミネート |
| 2002        | エバーラスティング 時をさまようタック Tuck Everlasting     | メイ・タック         | |
| 2004        | イノセント・ラブ A Home at the End of the World            | アリス・グローヴァー | |
| 2005        | 美しい人 Nine Lives                                        | ルース               | |
| 2005        | ザ・リング2 The Ring Two                                   | エヴリン             | |
| 2005        | スタンドアップ North Country                               | アリス・エイムズ     | |
| 2005        | アメリカン・ホーンティング An American Haunting            | ルーシー・ベル       | |
| 2007        | ホット・ロッド/めざせ!不死身のスタントマン Hot Rod         | マリー・パウエル     | |
| 2008        | フォー・クリスマス Four Christmases                        | ポーラ               | |
| 2011        | ヘルプ 〜心がつなぐストーリー〜 The Help                   | ミセス・ウォルターズ | |
| 2012        | デッドフォール 極寒地帯 Deadfall                           | ジューン・ミルズ     | |
| 2015 - 2017 | BLOODLINE ブラッドライン Bloodline                         | サリー・レイバーン   | テレビドラマ |
| 2018        | さらば愛しきアウトロー The Old Man & the Gun               | ジュエル             | |
| 2018        | ホームカミング Homecoming                                  | 母エレン             | テレビドラマ |
| 2022        | 天空の旅人 Night Sky                                       | アイリーン・ヨーク   | テレビドラマ |
| 2022        | サム&ケイト Sam & Kate                                     | ティナ               | |

## 参照
1. 1 2 3  Stated on Inside the Actors Studio, 2002
2. ↑  Biography of Sissy Spacek. Biography.com
3. ↑  “Faye Dunaway Wins Best Actress: 1977 Oscars”.   Oscars (2009年2月4日). 2020年12月16日閲覧。
4. ↑  “Sissy Spacek Wins Best Actress: 1981 Oscars”.   Oscars. 2020年12月17日閲覧。
5. 1 2  “Sissy Spacek”.   Golden Globes. 2024年12月14日閲覧。
6. ↑  Sissy Spacek - Hollywood Walk Of　Fame